# Opatów (gemeente in powiat Opatowski)

plaatsengminy Opatów

De gemeente Opatów is een stad- en landgemeente in het Poolse woiwodschap Święty Krzyż, in powiat Opatowski.
De zetel van de gemeente is in Opatów.
Op 30 juni 2004 telde de gemeente 12 711 inwoners.

## Oppervlakte gegevens
In 2002 bedroeg de totale oppervlakte van gemeente Opatów 113,39 km², waarvan:
- agrarisch gebied: 92%
- bossen: 2%

De gemeente beslaat 12,44% van de totale oppervlakte van de powiat.

## Wykaz plaatsen
Adamów, Balbinów, Brzezie, Czerników Karski, Czerników Opatowski, Gojców, Jagnin, Jałowęsy, Jurkowice, Karwów, Kobylanki, Kobylany, Kochów, Kornacice, Lipowa, Marcinkowice, Nikisiałka Duża, Nikisiałka Mała, Oficjałów, Okalina, Okalina-Kolonia, Opatów, Podole, Rosochy, Strzyżowice, Tomaszów, Tudorów, Wąworków, Zochcinek.

## Demografie
Stand op 30 juni 2004:
| Omschrijving                   | Totaal | Totaal | Vrouwen | Vrouwen | Mannen | Mannen |
| ------------------------------ | ------ | ------ | ------- | ------- | ------ | ------ |
| eenheid                        | aantal | %      | aantal  | %       | aantal | %      |
| inwoners                       | 12 711 | 100    | 6703    | 52,7    | 6008   | 47,3   |
| bevolkingsdichtheid (inw./km²) | 112,1  | 112,1  | 59,1    | 59,1    | 53     | 53     |

In 2002 bedroeg het gemiddelde inkomen per inwoner 1051,1 zł.

## Aangrenzende gemeenten
Baćkowice, Ćmielów, Iwaniska, Lipnik, Sadowie, Wojciechowice